# Prodemoticus
Prodemoticus är ett släkte av tvåvingar. Prodemoticus ingår i familjen parasitflugor.
Kladogram enligt Catalogue of Life:
| Prodemoticus | \| \| Prodemoticus moderatus \| \| \| \| \| \| Prodemoticus orientalis \| \| \| \| |
|              | \| \| Prodemoticus moderatus \| \| \| \| \| \| Prodemoticus orientalis \| \| \| \| |
|              | Prodemoticus moderatus                                                             |
|              |                                                                                    |
|              | Prodemoticus orientalis                                                            |
|              |                                                                                    |